# 愛德華·約內斯庫
安德烈·愛德華·約內斯庫（羅馬尼亞語：Andrei Eduard Ionescu，2004年11月9日—）是一名羅馬尼亞男子乒乓球運動員。他在2022年和2023年歐洲青年乒乓球錦標賽中贏得單打和雙打兩枚金牌。他參加了2024年夏季奧林匹克運動會。

## 外部連結
- 愛德華·約內斯庫在Olympics.com的个人资料和比赛数据